# Anne-Marie Gasztowtt
Pour les articles homonymes, voir Gasztowtt.
Anne-Marie Gasztowtt, née le 11 juillet 1890 à Nevers et décédée le 18 novembre 1975 à Paris, est une femme de lettres française.

### Comme auteur
- Une mission diplomatique en Pologne au XVIIe siècle, Pierre de Bonzi à Varsovie (1665-1668) (1916)
- Irène et Patrick (1931)
- Cent compositions françaises : à l'usage des candidats au brevet élémentaire (1931)
- Pierre Lasserre (1867-1930) (1931)
- La Sœur du bandit (1933)
- Une seule chose est nécessaire (1934)
- Manuel de littérature et textes expliqués (1936)
- Cent devoirs d'histoire et de géographie à l'usage des candidats au brevet et au brevet d'études primaires supérieures (1937)
- D'un ciel à l'autre (1938)
- Le Drame de Chambord (1943)
- Le cadeau de maître Plantin, Collection La Frégate, no 100, Maison de la Bonne Presse (1954)
- Le Secret de la Dauphine (1956)
- Seule en Europe (1957)
- Maïtéré, Collection La Frégate, no 134, Maison de la Bonne Presse (1957)

### En collaboration
- Ludovic Fortolis, Bogdane et son secret (1927)[2]
- Julien Ricommard, L'Île-de-France et Saint-Denis (1938)
- Paul Avisseau et Anne-Marie Gasztowtt, Littérature française expliquée par des textes choisis (1951)
- Henri Iselin, Au cœur de l'Alsace (1952)
- « Itinéraire intellectuel de Pierre Lasserre », Études maurrassiennes, Aix-en-Provence, vol. 2,‎ 1973, p. 77-82

## Sources et références
1. ↑  Archives départementales de la Nièvre, 2 Mi EC 364, Nevers (1890-1891).
2. ↑  Feuilleton en 24 épisodes parue dans La Liberté du samedi 6 août au 29 août 1927.